# Merrevliet
Het Merrevliet is een natuurgebied ten oosten van Rockanje op Voorne-Putten in de provincie Zuid-Holland. Het gebied van tien hectare wordt beheerd door Natuurmonumenten. Merrevliet is een restant van een oude kreek, een zijgeul van de Strype. Door veenvorming heeft verlanding plaatsgevonden en zijn er bloemrijke rietlandjes ontstaan. Deze worden omringd door graslandjes. 

## Kreken
Tot in de achttiende eeuw drong de zee bij hoog tij langs een stelsel van kreken het Voornse land binnen. Door duinvorming en de aanleg van dijken zijn de kreken van zee afgesloten en verland. Het streven is oude kreken weer op te waarderen ten behoeve van de ecologische verbindingszones, wateropslag en als aantrekkelijk landschappelijk element. Merrevliet is een voorbeeld van kreekherstel op Voorne-Putten.

## Beheer
Natuurmonumenten kocht het grasland rondom de oude kreek in 1986 aan. Op bepaalde plaatsen kwam zout water via de ondergrond het gebied binnen, maar door verlaging van het polderpeil verdween de zoute kwel. Natuurmonumenten heeft de situatie hersteld door de kwel op te pompen. Hierdoor groeien er weer planten als moeraszoutgras en melkkruid. Daarnaast zijn er natuurvriendelijkere oevers gemaakt door de kanten van de omringende sloot plaatselijk minder steil te maken. Op de rietlandjes groeien dotterbloem, echte koekoeksbloem, grote ratelaar, veenmos en kleine valeriaan.
De graslanden om de kreek vormen een buffer en vangen ongewenst zeer voedselrijk water vanuit het omringende agrarische land. Daarnaast wordt de waterstand hoger gehouden binnen de bufferzone. Er wordt laat gemaaid en na het maaien begrazen koeien van een lokale boer de graslanden. Door de verschillende maatregelen is het Merrevliet een aantrekkelijk broedgebied geworden voor onder andere veldleeuwerik, grutto, tureluur en kievit.

## Toegang
Het gebied is niet vrij toegankelijk. Het is te overzien vanaf het fietspad langs de Merrevlietseweg en Westvoornseweg.